# Florian Cajori

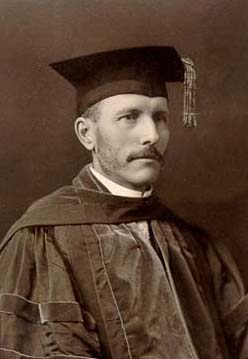
Florian Cajori

Florian Cajori (* 28. Februar 1859 in Scharans; † 15. August 1930 in Berkeley (Kalifornien)) war ein schweizerisch-US-amerikanischer Mathematikhistoriker.

## Leben
Cajori war der Sohn eines Straßenbauingenieurs. Er besuchte die Schule in Zillis und Chur und zog mit 16 Jahren 1875 in die USA, wo er 1876 die Schule in Whitewater in Wisconsin besuchte. Danach arbeitete er eine Weile als Dorfschullehrer, bevor er ein Studium an der University of Wisconsin begann (Bachelor 1883). Nach anderthalb Jahren an der Johns Hopkins University machte er 1886 seinen Master an der Universität Wisconsin. 1885 war er Assistant Professor für Angewandte Mathematik an der Tulane University in New Orleans. Von 1889 bis 1898 war er Physikprofessor am Colorado College in Colorado Springs und danach bis 1918 Mathematikprofessor. Er wurde 1894 an der Tulane University promoviert. Ab 1918 war er Professor an der University of California, Berkeley auf einem speziell für ihn geschaffenen Lehrstuhl für die Geschichte der Mathematik. Vor seinem Tod unternahm er noch den Beginn einer Neuübersetzung von Newtons Principia.
Cajori galt zu seiner Zeit als einer der führenden Mathematikhistoriker und war der erste Professor für Mathematikgeschichte in den USA. Heute ist er vor allem für sein Buch über die Geschichte mathematischer Notationen bekannt. 1908 beteiligte er sich mit dem Beitrag Arithmetik, Algebra und Zahlentheorie von 1759 bis 1799 am 4. Band von Moritz Cantors Vorlesungen über Geschichte der Mathematik.
1917 bis 1918 war Cajori Präsident der Mathematical Association of America (MAA). 1921 wurde er in die American Academy of Arts and Sciences gewählt. 1923 war er Vizepräsident der American Association for the Advancement of Science, 1924/5 der History of Science Society und 1929 bis 1930 des Internationalen Komitees für Wissenschaftsgeschichte. Er war dreifacher Ehrendoktor.
Er war ab 1890 verheiratet und hatte einen Sohn.
1970 wurde der Mondkrater Cajori nach ihm benannt.

## Schriften
- The Teaching and History of Mathematics in the United States, 1890
- A History of Physics, 1899
- An Introduction to the Modern Theory of Equations. MacMillon, London 1904.
- A History of Mathematics, 1894, 2. Auflage 1919
- The History of Notations of the Calculus, Annals of Mathematics, Second Series., Band 25, 1923, S. 1–46.
- A History of Mathematical Notations, 2 Bände, 1928, 1929, Dover Publications 1993, ISBN 0-486-67766-4.
- A History of Elementary Mathematics with Hints on Methods of Teaching, 1896
- A History of the Logarithmic Slide Rule and Allied Instruments, 1909
- Slide Rules with 'Runners', Festschrift Moritz Cantor anläßlich seines achtzigsten Geburtstages. Leipzig 1909, S. 78–83. (Digitalisat Univ. Heidelberg)
- William Oughtred, a Great Seventeenth-Century Teacher of Mathematics, 1916
- The Early Mathematical Sciences in North and South America, 1928
- Mathematics in Liberal Education, 1928